# Середньодонська операція
Середньодонська́ опера́ція (кодова назва — операція «Малий Сатурн») (16 грудня — 30 грудня 1942 року) — наступальна операція військ Південно-Західного фронту і лівого крила Воронезького фронту. Була проведена у ході розвитку контрнаступу Червоної армії під Сталінградом.
Після оточення 6-ї німецької армії в районі Сталінграда радянське командування почало підготовку операції з метою розгрому німецьких військ на середньому Дону з подальшим просуванням на Ростов (операція «Сатурн»). Однак у зв'язку з наступом військ Вермахту 12 грудня з району станції Котельниково з метою деблокування 6-ї армії командування радянських військ вирішило замість удару на Ростов направити основні зусилля на південний схід з виходом на Морозовськ, розгромити морозовське угруповання німецьких військ і зірвати спроби деблокади.
В результаті проведеної операції радянські війська завдали поразки німецькій групі армій «Дон», вийшли в її тил, просунувшись на 150—200 км. Для ліквідації прориву німецьке командування змушене було використовувати резерви, що були призначені для деблокування оточеної під Сталінградом 6-ї армії Фрідріха Паулюса, та відмовитися від подальших спроб наступу на Сталінград.